# Clinton (Indiana)
Clinton is een plaats (city) in de Amerikaanse staat Indiana, en valt bestuurlijk gezien onder Vermillion County.

## Demografie
Bij de volkstelling in 2000 werd het aantal inwoners vastgesteld op 5126. In 2006 is het aantal inwoners door het United States Census Bureau geschat op 4923, een daling van 203 (-4,0%).

## Geografie
Volgens het United States Census Bureau beslaat de plaats een oppervlakte van 5,8 km², geheel bestaande uit land. Clinton ligt op ongeveer 156 m boven zeeniveau.

## Plaatsen in de nabije omgeving
De onderstaande figuur toont nabijgelegen plaatsen in een straal van 16 km rond Clinton.